# Pemphredon clypealis
Pemphredon clypealis är en stekelart som beskrevs av Thomson 1870. Pemphredon clypealis ingår i släktet Pemphredon, och familjen Crabronidae. Arten är reproducerande i Sverige.